# Mistrzostwa Europy w Lekkoatletyce 1950 – rzut dyskiem mężczyzn

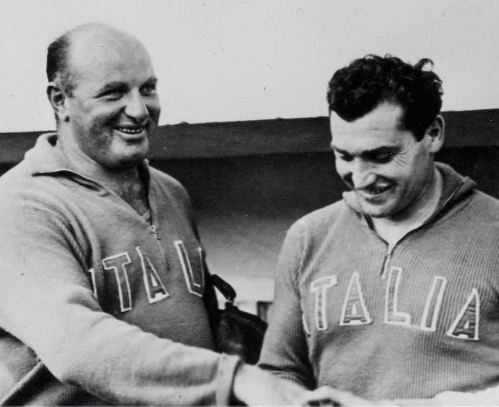
Giuseppe Tosi i Adolfo Consolini

Rzut dyskiem mężczyzn był jedną z konkurencji rozgrywanych podczas IV Mistrzostw Europy w Brukseli. Kwalifikacje zostały rozegrane 24 sierpnia, a finał 26 sierpnia 1950. Zwycięzcą został obrońca tytułu mistrzowskiego Włoch Adolfo Consolini. W rywalizacji wzięło udział osiemnastu zawodników z czternastu reprezentacji.

## Rekordy
| Rekord świata     | Fortune Gordien (USA)  | 56,97 | Hämeenlinna, Finlandia | 14.08.1949 |
| Rekord Europy     | Adolfo Consolini (ITA) | 55,47 | Rzym, Włochy           | 23.07.1950 |
| Rekord mistrzostw | Adolfo Consolini (ITA) | 53,29 | Oslo, Norwegia         | 24.08.1946 |

## Wyniki

### Kwalifikacje
| Miejsce | Zawodnik          | Wynik | Uwagi |
| ------- | ----------------- | ----- | ----- |
| 1       | Adolfo Consolini  | 49,63 | Q     |
| 2       | Giuseppe Tosi     | 47,99 | Q     |
| 3       | Stein Johnson     | 47,62 | Q     |
| 4       | Nikolaos Syllas   | 46,50 | Q     |
| 5       | Danilo Žerjal     | 45,27 | Q     |
| 6       | Arne Hellberg     | 44,78 | Q     |
| 7       | Alojz Kormúth     | 44,64 | Q     |
| 8       | Olli Partanen     | 44,33 | Q     |
| 9       | Jørgen Munk Plum  | 44,14 | Q     |
| 10      | Hermann Tunner    | 43,90 |       |
| 11      | Gunnar Huseby     | 43,78 |       |
| 12      | Oskar Hafliger    | 43,39 |       |
| 13      | Clément Mertens   | 42,60 |       |
| 14      | Raymond Kintziger | 42,46 |       |
| 15      | Tauno Karlsson    | 42,46 |       |
| 16      | Jean Darot        | 41,85 |       |
| 17      | Serge Grisoni     | 41,26 |       |
| 18      | José Luis Torres  | 38,92 |       |

### Finał
| Miejsce | Zawodnik         | Wynik | Uwagi |
| ------- | ---------------- | ----- | ----- |
| 1       | Adolfo Consolini | 53,75 | CR    |
| 2       | Giuseppe Tosi    | 52,31 |       |
| 3       | Olli Partanen    | 48,69 |       |
| 4       | Stein Johnson    | 48,55 |       |
| 5       | Arne Hellberg    | 47,37 |       |
| 6       | Alojz Kormúth    | 46,17 |       |
| 7       | Nikolaos Syllas  | 46,14 |       |
| 8       | Jørgen Munk Plum | 45,93 |       |
| 9       | Danilo Žerjal    | 45,92 |       |